# Torre Viader (Aiguafreda)
La Torre Viader és un edifici del municipi d'Aiguafreda (Osona) que forma part de l'Inventari del Patrimoni Arquitectònic de Catalunya. Situada a l'antiga carretera o camí on es troben els edificis arquitectònics més interessants. Va ser construïda l'any 1922 pel Sr. Viader.

## Descripció
És un edifici aïllat alineat al carrer, el costat nord de la planta baixa queda adossat a la paret mitgera. De planta quadrada, consta de planta baixa i dos pisos, i està cobert amb teulada a dos vessants. En el cos central sobresurt un cos semicircular coronat per un capcer on porta la data de construcció de la casa, flanquejat per columnes a banda i banda. Totes les obertures es tanquen amb arcs de mig punt i estan distribuïdes simètricament.